# David Cecil, 6.º Marquês de Exeter
David George Brownlow Cecil, 6º Marquês de Exeter, Lord Burghley ou mais comumente David Burghley KCMG (Stamford, 9 de fevereiro de 1905 – Stamford, 22 de outubro de 1981) foi um nobre, político, dirigente esportivo, atleta e campeão olímpico britânico.
De família nobre e herdeiro do 5º Marquês de Exeter, como todo aristocrata teve uma educação sofisticada, primeiro no Instituto Le Rosey, na Suíça, que educou e educa nobres de toda parte da Europa, entre eles o Rei Balduíno I da Bélgica, o Príncipe Rainer III de Mônaco e gerações da família de banqueiros Rotschild, e depois no Eton College e na Universidade de Cambridge, na Inglaterra.
Corredor notável desde a adolescência na escola e depois em Cambridge, especialmente nas provas com barreiras, aos 19 anos participou dos Jogos de Paris 1924, sem sucesso, sendo eliminado na primeira rodada dos 110 m c/ barreiras. Nos Jogos seguintes, Amsterdã 1928, foi eliminado na semifinal desta prova mas conquistou a medalha de ouro nos 400 m c/ barreiras, com o recorde olímpico de 53s4.
Durante o ciclo olímpico seguinte, conquistou diversos títulos da Associação Atlética Amadora da Inglaterra, em distância entre as 110 jardas e as 440 jardas c/ barreiras. Nos inaugurais Jogos da Commonwealth de 1930, no Canadá, venceu as duas provas com barreiras e conquistou um terceiro ouro integrando o revezamento 4x400 m britânico. Eleito para o Parlamento em 1931, conseguiu uma  licença da casa para competir em Los Angeles 1932 defendendo seu título olímpico. Em Los Angeles foi 4º nos 400 m c/ barreiras, 5º nos 110 m c/ barreiras mas ganhou a medalha de prata no revezamento 4x400 m, que estabeleceu um novo recorde europeu nesta prova.
Em 1933 Burghley tornou-se membro do Comitê Olímpico Internacional e três anos depois foi eleito presidente da Associação Atlética e da Associação Olímpica Britânica. Durante a II Guerra Mundial foi governador-geral de Bermuda. Em 1946 foi eleito presidente da IAAF - Associação Internacional das Federações de Atletismo, órgão máximo do esporte, cargo que exerceu por trinta anos até 1976. Foi o presidente do Comitê Organizador dos Jogos Olímpicos de Londres em 1948, vice-presidente do COI entre 1952 e 1966 e candidato à presidência do mesmo, derrotado duas vezes, em 1952 e 1964, pelo norte-americano Avery Brundage.
Como membro do COI e presidente da IAAF, Bughley fez a entrega das medalhas aos vencedores dos 200 m rasos nos Jogos da Cidade do México 1968 e apareceu em algumas das fotografias que mostram a famosa e polêmica saudação Black Power com os braços levantados dos medalhistas negros americanos Tommie Smith e John Carlos. Quando mais tarde lhe foi perguntado o que tinha achado daquelas luvas negras dos atletas no pódio, respondeu: "Eu achei que eles tinham machucado as mãos".
Burghley foi descendente de William Cecil, 1º Barão de Burghley, secretário de estado e tesoureiro da Rainha Elizabeth I. Em 1951, quando vivia em Eastbourne, Sussex, seu médico era John Bodkin Adams, um dos mais famosos assassinos e serial killers britânicos do século XX.
No filme Carruagens de Fogo, de 1981, que narra a saga dos corredores britânicos nos Jogos Olímpicos de Paris 1924, ele é descrito como "Lord Lindsay", um nobre bastante efusivo e extrovertido, de acordo com a personalidade do próprio Burghley. O personagem não leva seu nome porque ele se recusou a ser citado, aparentemente aborrecido com o que considerou diversas inexatidões históricas presentes no roteiro do filme.